# Joseph Mitsuaki Takami
Joseph Mitsuaki Takami (ヨゼフ 高見 三明 (Jozefu Takami Mitsuaki?)) (Nagasaki, 21 marzo 1946) è un arcivescovo cattolico giapponese, dal 28 dicembre 2021 arcivescovo emerito di Nagasaki.

## Biografia
Joseph Mitsuaki Takami è nato a Nagasaki il 21 marzo 1946. Il giorno successivo è stato battezzato nella chiesa cattolica di Matsuyama.

### Formazione e ministero sacerdotale
Nel 1960 è entrato nel seminario minore e nel 1964 è stato ammesso al seminario teologico "San Sulpizio" di Fukuoka.
Il 20 marzo 1972 è stato ordinato presbitero per l'arcidiocesi di Nagasaki da monsignor Joseph Asajiro Satowaki. Il 29 ottobre dell'anno successivo è entrato nella Compagnia dei sacerdoti di San Sulpizio. Dal 1973 al 1985 ha proseguito gli studi a Roma, dove ha conseguito la licenza in teologia dogmatica alla Pontificia Università Gregoriana e in Sacra Scrittura al Pontificio Istituto Biblico, all'Institut catholique di Parigi e a Gerusalemme. Dal 1985 è stato docente di teologia dogmatica e Sacra Scrittura al seminario teologico "San Sulpizio" di Fukuoka, del quale è stato vice-rettore dal 1990 al 1991, rettore dal 1993 al 1998 e per alcuni anni economo. Nel 1988 è stato vicario parrocchiale di una parrocchia di Fukuoka.

### Ministero episcopale
Il 7 febbraio 2002 papa Giovanni Paolo II lo ha nominato vescovo ausiliare di Nagasaki e titolare di Munaziana. Ha ricevuto l'ordinazione episcopale il 29 aprile successivo dall'arcivescovo metropolita di Nagasaki Francis Xavier Kaname Shimamoto, co-consacranti l'arcivescovo metropolita di Tokyo Peter Takeo Okada e il vescovo di Fukuoka Joseph Hisajiro Matsunaga.
Il 17 ottobre 2003 lo stesso papa Giovanni Paolo II lo ha nominato arcivescovo metropolita di Nagasaki. Ha preso possesso dell'arcidiocesi il 14 dicembre successivo.
Dal 17 giugno 2016 è presidente della Conferenza dei vescovi cattolici del Giappone. Dal giugno del 2013 al 17 giugno 2016 è stato vicepresidente della stessa.
Nel novembre del 2019 ha accolto in diocesi papa Francesco.
Monsignor Takami, sopravvissuto al bombardamento atomico di Nagasaki del 9 agosto 1945 da bambino non ancora nato, rifiuta rigorosamente le armi nucleari.
Il 28 dicembre 2021 papa Francesco ha accolto la sua rinuncia al governo pastorale dell'arcidiocesi di Nagasaki, presentata per raggiunti limiti d'età; gli è succeduto Peter Michiaki Nakamura, fino ad allora vescovo ausiliare della stessa arcidiocesi.
È stato vicepresidente della Conferenza dei vescovi cattolici del Giappone dal giugno del 2013 al 17 giugno 2016 e presidente della stessa dal 17 giugno 2016 al 14 febbraio 2022.

## Genealogia episcopale e successione apostolica
La genealogia episcopale è:
- Cardinale Scipione Rebiba
- Cardinale Giulio Antonio Santori
- Cardinale Girolamo Bernerio, O.P.
- Arcivescovo Galeazzo Sanvitale
- Cardinale Ludovico Ludovisi
- Cardinale Luigi Caetani
- Cardinale Ulderico Carpegna
- Cardinale Paluzzo Paluzzi Altieri degli Albertoni
- Papa Benedetto XIII
- Papa Benedetto XIV
- Papa Clemente XIII
- Cardinale Marcantonio Colonna
- Cardinale Giacinto Sigismondo Gerdil, B.
- Cardinale Giulio Maria della Somaglia
- Cardinale Carlo Odescalchi, S.I.
- Vescovo Eugène de Mazenod, O.M.I.
- Cardinale Joseph Hippolyte Guibert, O.M.I.
- Cardinale François-Marie-Benjamin Richard de la Vergne
- Cardinale Pietro Gasparri
- Cardinale Clemente Micara
- Cardinale Jozef-Ernest Van Roey
- Cardinale Maximilien de Fürstenberg
- Cardinale Joseph Asjiro Satowaki
- Arcivescovo Francis Xavier Kaname Shimamoto, Ist. del Prado
- Arcivescovo Joseph Mitsuaki Takami, P.S.S.

La successione apostolica è:
- Vescovo Paul Sueo Hamaguchi (2011)
- Vescovo Wayne Francis Berndt, O.F.M.Cap. (2018)
- Arcivescovo Peter Michiaki Nakamura (2019)